# Kengo Kawamata
Kengo Kawamata (川又 堅碁 Kawamata Kengo?,  Saijō, Ehime, 14 de octubre de 1989) es un futbolista japonés que juega como delantero en el Azul Claro Numazu.

## Selección nacional
Jugó 9 veces para la selección de fútbol de Japón entre 2015 y 2018. Fue elegido para integrar la selección nacional de Japón para los Campeonato de Fútbol del Este de Asia 2015, 2017.

## Clubes
| Club                     | País   | Año       |
| ------------------------ | ------ | --------- |
| Ehime FC                 | Japón  | 2006      |
| Albirex Niigata          | Japón  | 2008-2014 |
| Catanduvense (cedido)    | Brasil | 2010      |
| Fagiano Okayama (cedido) | Japón  | 2012      |
| Nagoya Grampus           | Japón  | 2014-2016 |
| Júbilo Iwata             | Japón  | 2017-2019 |
| JEF United Chiba         | Japón  | 2020-2022 |
| Azul Claro Numazu        | Japón  | 2023-     |

## Estadísticas

### Selección nacional
| Selección | País  | Año       |
| --------- | ----- | --------- |
| Absoluta  | Japón | 2015-2017 |

| Selección de Japón | Selección de Japón | Selección de Japón |
| Año                | Part.              | Goles              |
| ------------------ | ------------------ | ------------------ |
| 2015               | 5                  | 1                  |
| 2016               | 0                  | 0                  |
| 2017               | 3                  | 1                  |
| 2018               | 1                  | 0                  |
| Total              | 9                  | 1                  |

## Palmarés

### Distinciones individuales
| Distinción        | Año  |
| ----------------- | ---- |
| J. League Best XI | 2013 |